# Sinagoga din Carei
Sinagoga din Carei este un lăcaș de cult evreiesc din orașul Carei, județul Satu Mare construită în 1866.